# Yuehai
El yuehai (en chino, 粵海; pinyin, Yuèhǎi; jyutping, jyut6 hoi2) es la rama principal del chino yue, hablado en el delta del río de las Perlas de la provincia de provincia de Cantón, así como en Hong Kong y Macao. Aunque se le llama comúnmente cantonés, ese nombre se aplica más precisamente al topolecto yuehai que se habla en Cantón (Guangzhou).

## Dialectos
El yuehai se divide en cuatro dialectos principales, cada uno de los cuales contiene varios subdialectos. El cantonés es la forma de prestigio .
- Dialectos Guangfu
  - Dialecto de Cantón
  - Dialecto de Hong Kong
  - Dialecto de Macao
  - Dialecto Xiguan
  - Dialecto de Wuzhou
  - Dialecto tanka
- Dialectos Sanyi / Nanpanshun
  - Dialecto Nanhai
  - Dialecto Jiujiang
  - Dialecto Xiqiao
  - Dialecto Shunde
- Dialecto Xiangshan
  - Dialecto Shiqi
  - Dialecto Sanjiao
- Dialecto Guanbao
  - Dialecto Dongguan
  - Dialecto Bao'an (Waitau)